# Edgar Ray Killen

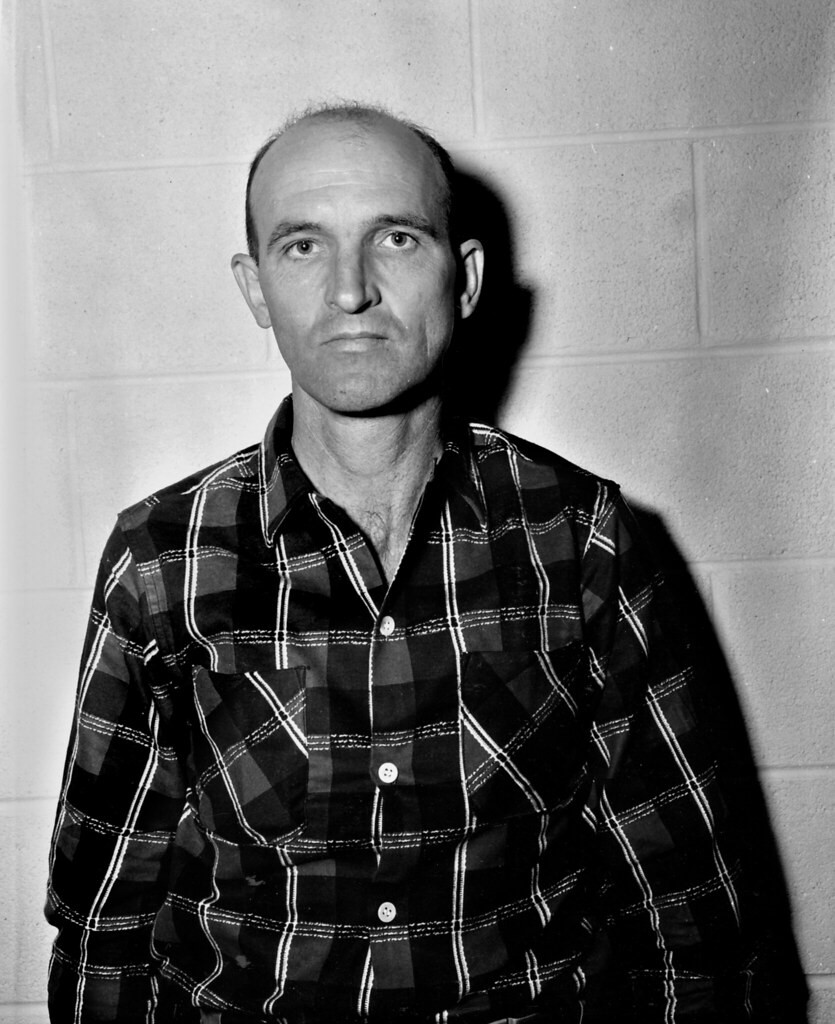
Edgar Ray Killen år 1964.

Edgar Ray Killen, född 17 januari 1925 i Philadelphia i Neshoba County i Mississippi, död 11 januari 2018 i fängelset Parchman i Sunflower County i Mississippi, var en amerikansk baptistpastor, sågverksägare samt lokal ledare för Ku Klux Klan. År 2005 dömdes han till fängelse för dråp begångna 1964. 
I juni 1964 samlade Killen, enligt en 2005 avkunnad dom, ihop en lynchmobb i Neshoba County, vilket resulterade i att medborgarrättsaktivisterna Michael Schwerner (24), Andrew Goodman (20) och James Chaney (21) lynchades. Morden upprörde stora delar av den amerikanska opinionen och gav ökade framgångar för medborgarrättsrörelsen. Händelserna skildrades delvis i filmen Mississippi brinner från 1988. 
Edgar Ray Killen var en av ett flertal tilltalade som en oenig jury i rättegången i federal domstol 1967 inte kunde ställa till svars för att ha kränkt aktivisternas medborgerliga rättigheter. Killen ska främst ha haft en kvinnlig jurymedlem, som envist stod fast vid att en pastor inte kunde dömas, att tacka för åtalets ogillande. Flera andra dömdes vid rättegången. Den 21 juni 2005, vid en ålder av 80 år, fälldes han slutligen för dråp på ovan nämnda aktivister. Killen var hela tiden bosatt i samma trakt där morden skedde, arbetande med skogsavverkning och med att predika i områdets kyrkor.
Fallet återupptogs och Killen arresterades på nytt i början av 2005 och dömdes den 23 juni till 60 års fängelse.